# سيلفيا تارياني
سيلفيا تارياني مواليد 11 يناير 1992 في المجر، هي لاعبة كرة يد مجرية. وصلت مع فريقها إلى نصف نهائي دوري أبطال أوروبا لكرة اليد للسيدات في 2010.